# Zacatianquixco
Zacatianquixco är en ort i Mexiko.   Den ligger i kommunen Vicente Guerrero och delstaten Puebla, i den sydöstra delen av landet, 220 km sydost om huvudstaden Mexico City. Zacatianquixco ligger 2 642 meter över havet och antalet invånare är 106.
Terrängen runt Zacatianquixco är lite bergig. Runt Zacatianquixco är det ganska tätbefolkat, med 149 invånare per kvadratkilometer. Närmaste större samhälle är Tehuacán, 17,5 km väster om Zacatianquixco. Omgivningarna runt Zacatianquixco är en mosaik av jordbruksmark och naturlig växtlighet.